# Marcia Warren
Marcia Warren (Watford, Hertfordshire, 26 de noviembre de 1943) es una actriz de teatro, cine y televisión británica. En el escenario, apareció en Un espíritu burlón como Madame Arcati y The Sea en el Teatro Royal, Haymarket. Participó de la quinta y sexta temporada de la serid The Crown de Netflix, en la que interpretó a la reina Isabel, la reina madre. Es dos veces ganadora del premio Olivier.

## Primeros
Warren se formó como actriz en la Guildhall School of Music and Drama en Londres, donde se graduó en 1963. A partir de ahí, tomó el camino de muchos de sus contemporáneos de interpretación, actuando en el repertorio en todo el país, comenzando como asistente de dirección de escena en David Copperfield en Salisbury.

## Carrera
Desde 2013 hasta 2016, interpretó el papel de Penelope en la comedia de situación de ITV, Vicious y también protagonizó la comedia de situación de 2014 , Edge of Heaven como Nanny Mo. También apareció en Keeping Up Appearances, Midsomer Murders y Inside No. 9. En 2021 fue elegida para dar vida a la Reina Madre en quinta temporada de la serie de televisión de drama histórico, The Crown de Netflix.

## Filmografía

### Películas
| Año  | Título                         | Rol              | Notas |
| ---- | ------------------------------ | ---------------- | ----- |
| 1980 | The History of Mr. Polly       |                  |       |
| 1985 | Mr. Love                       | Doris Lovelace   |       |
| 1994 | Don't Get Me Started           | Pauline Lewis    |       |
| 2005 | Mrs. Palfrey at the Claremont  | Vera Post        |       |
| 2005 | The Jealous God                | Mrs. Dungarvan   |       |
| 2011 | Hattie                         | Esma Cannon      |       |
| 2012 | Run for Your Wife              | Mujer en asiento |       |
| 2016 | Absolutely Fabulous: The Movie | Lubliana         |       |

### Televisión
| Año        | Título                                | Rol                 | Notas                               |
| ---------- | ------------------------------------- | ------------------- | ----------------------------------- |
| 1970       | The Dustbinmen                        |                     |                                     |
| 1970       | The Worker                            |                     |                                     |
| 1971       | The Rivals of Sherlock Holmes         | Annette             |                                     |
| 1973       | Play for Today                        | Una sirvienta       | Drama                               |
| 1972-1975  | Public Eye                            | Una sirvienta       |                                     |
| 1977       | ITV Playhouse                         | La camarera         |                                     |
| 1977       | London Belongs to Me                  | Miss Wilks          |                                     |
| 1983–1986  | No Place Like Home                    | Vera Botting        | Sitcom                              |
| 1986       | We'll Think of Something              | Maureen Brooks      | ITV Sitcom                          |
| 1986       | I Woke Up One Morning                 | Doris               | BBC Sitcom                          |
| 1991       | Miss Pym's Day Out                    | Dora Caldicote      |                                     |
| 1992       | Keeping Up Appearances                | Bunty               | Sitcom                              |
| 1995       | Searching                             | Mamá de Chancy      | Sitcom                              |
| 1996–1998  | Dangerfield                           | Angela Wakefield    | Drama                               |
| 2000       | Coronation Street                     | Gladys Braithwaite  | Invitada                            |
| 2003–2004  | My Dad's the Prime Minister           | Abuela de Felipe    | Sitcom                              |
| 2006       | Housewife, 49                         | Mrs Lord            |                                     |
| 2006, 2008 | Jam & Jerusalem                       | Lady Anne Crump     | Sitcom                              |
| 2007       | Midsomer Murders                      | Melissa Shrike      |                                     |
| 2008       | The Long Walk to Finchley             | Vieja querida       | BBC Four, Drama                     |
| 2009       | Victoria Wood's Midlife Christmas     | Arnica              |                                     |
| 2011       | The Café                              | Alice Dobson        | Sky1                                |
| 2013–2016  | Vicious                               | Penelope            | ITV Sitcom                          |
| 2014       | Padre Brown                           | Miss. Audrey Diggle | Episodio: "The Pride of the Prydes" |
| 2014       | Edge of Heaven                        | Niñera Mo           | ITV sitcom                          |
| 2014       | Agatha Raisin and the Quiche of Death | Mrs. Boggle         | Sky1                                |
| 2015       | Crackanory                            | Dolly Coblington    | Invitada                            |
| 2017       | Sherlock                              | Vivian Norbury      | Episodio: "The Six Thatchers"       |
| 2017       | Josh                                  | Violet              | Invitada                            |
| 2018       | Inside No. 9                          | Alice               | Episodio: "Zanzibar"                |
| 2019       | Don’t Forget the Driver               | Joy                 | Invitada                            |
| 2022-2023  | The Crown                             | Isabel Bowes-Lyon   | Temporada 5 y 6                     |

### Juegos de vídeo
| Año  | Título                                | Rol                                | Notas |
| ---- | ------------------------------------- | ---------------------------------- | ----- |
| 2003 | Tomb Raider: El ángel de la oscuridad | Margot Carvier (voz)               |       |
| 2014 | Dark Souls II                         | Morrel/Merchant Hag Melentia (voz) |       |

## Premios
Ha ganado dos premios Laurence Olivier Theatre a la mejor actriz de reparto: uno en 1984 por Stepping Out y el otro en 2002 por Humble Boy en el Royal National Theatre. También fue nominada a otro premio en 2001 por In Flame en el New Ambassadors Theatre.